# José Manuel Blecua Teixeiro
José Manuel Blecua Teixeiro (Alcolea de Cinca, 10 de novembre 1913 - Barcelona, 9 de març de 2003) va ser un filòleg, catedràtic de literatura espanyola a la Universitat de Barcelona i acadèmic d'honor de la Real Academia de la Lengua Española.

## Biografia
Blecua va fer el batxillerat al col·legi de Santo Tomàs de Aquino de Saragossa, el director del qual era Miguel Labordeta (pare del cantautor i polític José Antonio Labordeta). A la Universitat de Saragossa, Blecua va cursar les llicenciatures de Dret i de Filosofia i Lletres al mateix temps, circumstància que no va impedir que es llicenciés amb premi extraordinari en ambdós estudis. Tot seguit, va guanyar les oposicions per ser professor d'institut, feina que va desenvolupar durant vint anys; primer al 'Instituto de Pruebas' d Almanzora (Almeria) i després al 'Instituto de Goya' de Saragossa.
El 1959 es va traslladar a la Universitat de Barcelona, on va ser un dels creadors dels estudis de filologia espanyola i va continuar la seva tasca d'investigador que havia començat sobre Jorge Guillén i l'edició d'El libro encendido de Juan Manuel, així com la tesi doctoral sobre 'El cancionero de 1628'.
Blecua estava especialitzat en la poesia i la literatura del segle d'or espanyol, sobre el qual va publicar nombrosos llibres, com l'edició crítica de la poesia de Francisco de Quevedo o la 'Antología de la Poesía Española del Renacimiento'. El 1983 va rebre la Creu de Sant Jordi i el 1993 el VII Premi Internacional Menéndez Pelayo.
Els seus dos fills, José Manuel Blecua Perdices i Alberto Blecua, també es dediquen a la filologia.

## Obres
- Selección de villancicos de Navidad, Madrid: Signo, 1939
- Los pájaros en la poesía española, 1943.
- Las flores en la poesía española, 1944.
- Preceptiva literaria y nociones de gramática histórica, Zaragoza: Aula, 1944.
- Historia general de la literatura, Zaragoza: Librería General, 1944.
- El mar en la poesía española, 1945.
- Lengua española, Zaragoza: Librería General, 1959.
- Los géneros literarios y su historia, Zaragoza: Librería General, 1961.
- Historia y textos de la literatura española, Zaragoza: Librería General, 1963.
- Sobre poesía de la Edad de Oro: ensayos y notas eruditas, Madrid: Gredos, 1970.
- Sobre el rigor poético en España y otros ensayos, Barcelona: Ariel, 1977.
- La vida como discurso: temas aragoneses y otros estudios, Zaragoza: Heraldo de Aragón, 1981.
- Homenajes y otras labores, Zaragoza: Institución Fernando el Católico, 1990.

Edicions a cura de José Manuel Blecua Teijeiro:
- Lope de Vega, El caballero de Olmedo, Zaragoza: Ebro, 1941.
- Juan de Mena, El laberinto de Fortuna, o las Trescientas, Madrid: Espasa-Calpe, 1943.
- Luis de Góngora, Poesía, Zaragoza: Ebro, 1944. 2.ª ed.
- Luis Quiñones de Benavente, Entremeses, Zaragoza: Ebro, 1945.
- Fernán Pérez de Guzmán. Fernando del Pulgar, Generaciones y semblanzas. Claros varones, Zaragoza: Ebro, 1945. 2.ª ed.
- Cancionero de 1628: edición y estudio del cancionero 250-2 de la Biblioteca Universitaria de Zaragoza, Madrid: Revista de Filología Española, 1945 (anejo 32).
- Escritores costumbristas, Zaragoza: Ebro, 1946.
- Fernando de Herrera, Rimas inéditas, Madrid: CSIC, Institución Antonio de Nebrija, 1948.
- Lupercio y Bartolomé Leonardo de Argensola, Rimas, Zaragoza: Institución Fernando el Católico, 1950-1951.
- Don Juan Manuel, Libro infinido. Tractado de la Asunción, Zaragoza: Universidad de Granada, 1952.
- Juan de Chen, Laberinto amoroso de los mejores romances que hasta agora han salido a luz, Madrid: Castalia, 1953.
- Francisco de Quevedo, Lágrimas de Hieremías castellanas, Madrid: CSIC, 1953 (con Edward M. Wilson).
- Lope de Vega, La Dorotea, Madrid: Universidad de Puerto Rico, Revista de Occidente, 1955.
- Antología de la poesía española: lírica de tipo tradicional Madrid: Gredos, 1956 (con Dámaso Alonso).
- Poesía romántica: antología, Zaragoza: Ebro, 1956. 4.ª ed.
- Floresta de lírica española Madrid: Gredos, 1957.
- Lope de Vega, Peribáñez y el comendador de Ocaña, Zaragoza: Ebro, 1959. 5.ª ed.
- Luis de Góngora, Fábula de Polifemo y otros poemas, Zaragoza: Aula, 1960.
- Baltasar Gracián, El criticón, Zaragoza: Ebro, 1960. 3.ª ed.
- Francisco de Quevedo, Poesía original completa, Barcelona: Planeta, 1963.
- Francisco de Quevedo, Obra poética, Madrid: Castalia, 1969-1971.
- Lope de Vega, Obras poéticas, Barcelona: Planeta, 1969.
- Jorge Guillén, Cántico: 1936, Barcelona: Labor, 1970.
- Francisco de Quevedo, Poemas satíricos y burlescos, Barcelona: Llibres de Sinera, 1970.
- Don Juan Manuel, El conde Lucanor, Madrid: Castalia, 1971.
- Francisco de Quevedo, Poemas escogidos, Madrid: Castalia, 1972.
- Fernando de Herrera, Obra poética, Madrid: Real Academia Española, 1975.
- Lope de Vega, Lírica, Madrid: Castalia, 1981.
- Don Juan Manuel, Obras completas, Madrid: Gredos, 1981-1983.
- Poesía de la Edad de Oro, Madrid: Castalia, 1982.
- Don Juan Manuel, El conde Lucanor. Crónica abreviada, Madrid: Gredos, 1983.
- Lope de Vega, Antología poética, Barcelona: Planeta, 1984.
- Luis de León, Poesía completa, Madrid: Gredos, 1990.
- Luis de León, Cantar de los Cantares de Salomón, Madrid: Gredos, 1994.